# Lute Olson

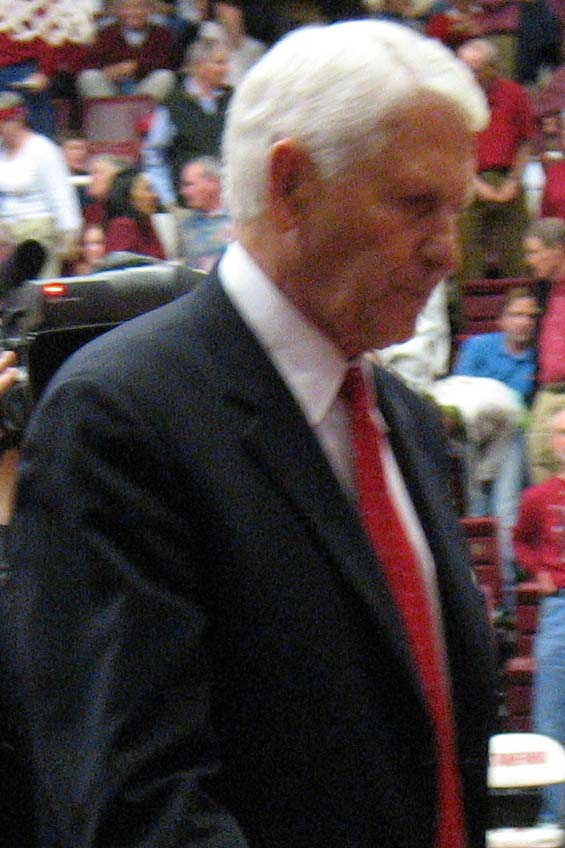
Lute Olson im Jahr 2007

Robert „Lute“ Olson (* 22. September 1934 in Mayville, North Dakota; † 27. August 2020 in Tucson, Arizona) war ein US-amerikanischer Basketballtrainer.

## Werdegang
Olson, dessen Großeltern aus Norwegen in die Vereinigten Staaten auswanderten, wuchs in Mayville (US-Bundesstaat North Dakota) auf. Er schloss 1956 ein Studium am Augsburg College in Minneapolis ab und war hernach in Mahnomen sowie anschließend in Two Harbors als Lehrer und Basketballtrainer tätig. 1961 zog er nach Colorado, anschließend nach Kalifornien. Nach weiteren Stellen an Schulen war Olson von 1969 bis 1973 Trainer am Long Beach City College, von 1973 bis 1974 an der California State University, Long Beach und von 1974 bis 1983 an der University of Iowa.
Von 1983 bis 2008 war er Basketball-Cheftrainer der University of Arizona. Unter seiner Leitung stieß die Hochschulmannschaft in die Spitze der NCAA vor und gewann 1997 den Meistertitel. Olson gewann mit Arizona des Weiteren elfmal den Meistertitel in der Pac-10-Conference. 2000 wurde die Spielfläche der Veranstaltungshalle der University of Arizona, in der die Basketballspiele ausgetragen werden, nach ihm benannt, seit 2001 trägt die Spielfläche den Namen Olsons und seiner Ehefrau. Seine Gesamtbilanz als Collegetrainer beträgt 781 Siege und 280 Niederlagen, während seiner Amtszeit in Arizona kam er auf 589 Siege sowie 187 Niederlagen. Er zählte an der University of Arizona unter anderem Steve Kerr, Jason Terry, Miles Simon, Mike Bibby, Sean Elliott, Luke Walton, Damon Stoudamire, Gilbert Arenas und Richard Jefferson zu seinen Spielern.
Olson war 1986 Cheftrainer der US-Nationalmannschaft und führte die Auswahl zum Gewinn der Weltmeisterschaft.
Am 27. September 2002 wurde Olson in die Naismith Memorial Basketball Hall of Fame aufgenommen. 2018 wurde in Tucson an der Spielstätte der University of Arizona ein Standbild Olsons enthüllt. Nach Olson ist die Auszeichnung benannt, die jährlich an den besten Spieler der ersten NCAA-Division vergeben wird.